# Kostaryka na Letnich Igrzyskach Olimpijskich 1936
Kostarykę na Letnich Igrzyskach Olimpijskich 1936 reprezentował 1 zawodnik. Był to pierwszy start reprezentacji Kostaryki na letnich igrzyskach olimpijskich. 

## Skład kadry

### Szermierka
Mężczyźni
- Bernardo de la Guardia - szabla - odpadł w eliminacjach